# Guioa lentiscifolia
Guioa lentiscifolia là một loài thực vật có hoa trong họ Bồ hòn. Loài này được Cav. mô tả khoa học đầu tiên năm 1797.